# Bataille de Makin
Seconde Guerre mondiale, 
Guerre du Pacifique
Batailles
Campagne des îles Gilbert et Marshall
- Raid sur les îles Gilbert et Marshall
- Raid de Makin
- Tarawa
- Makin
- Kwajalein
- Raid sur Truk
- Eniwetok

Japon :
- Raid de Doolittle
- Bombardements stratégiques sur le Japon (Tokyo
- Yokosuka
- Kure
- Hiroshima et Nagasaki)
- Raids aériens japonais des îles Mariannes
- Campagne des archipels Ogasawara et Ryūkyū
- Opération Famine
- Bombardements navals alliés sur le Japon
- Baie de Sagami
- Invasion de Sakhaline
- Invasion des îles Kouriles
- Opération Downfall
- Reddition du Japon

Pacifique central :
- Pearl Harbor
- Guam (1941)
- Wake
- Raid sur les îles Gilbert et Marshall
- Opération K
- Midway
- Opération RY
- Campagne des îles Gilbert et Marshall
- Campagne des îles Mariannes et Palaos
- Campagne des archipels Ogasawara et Ryūkyū
- Opération Inmate

Pacifique du sud-ouest :
- Nauru
- Invasion des Philippines (1941-42)
- Invasion des Indes orientales néerlandaises
- Opérations de l'Axe dans les eaux australiennes
- Raids aériens japonais sur l'Australie (1942-43)
- Opération Ke
- Campagne des îles Salomon
- Campagne de Nouvelle-Guinée
- Campagne des Philippines
- Campagne de Bornéo (1945)

Asie du sud-est :
- Invasion de l'Indochine (1940)
- Océan Indien (1940-45)
- Guerre franco-thaïlandaise
- Invasion de la Thaïlande
- Campagne de Malaisie
- Hong Kong
- Singapour
- Campagne de Birmanie
- Opération Kita
- Indochine (1945)
- Détroit de Malacca
- Opération Jurist
- Opération Tiderace
- Opération Zipper
- Bombardements stratégiques (1944-45)

Guerre sino-japonaise
Front d'Europe de l’Ouest
Front d'Europe de l’Est
Bataille de l'Atlantique
Campagnes d'Afrique, du Moyen-Orient et de Méditerranée
Théâtre américain
La bataille de Makin est une bataille de la campagne du Pacifique durant la Seconde Guerre mondiale, s'inscrivant plus précisément dans la campagne des îles Gilbert et Marshall dans le cadre de l'opération Galvanic (dont fait aussi partie la bataille de Tarawa).

## Contexte
Pendant que la 2e division de Marines doit débarquer sur Tarawa, la 27e division d'infanterie doit conquérir l'île de Butaritari dans l'atoll de Makin. C'est le 165e régiment de combat, composé de l'ensemble du 165e régiment d'infanterie et du 3e bataillon du 105e régiment d'infanterie, qui doit débarquer sur Butaritari.
La défense japonaise, commandée par le lieutenant-général Seizo Ishikawa, est la suivante :
- 284 soldats de la Force de Débarquement Spéciale de la Marine ;
- 138 hommes du 11e régiment de pionniers ;
- 100 mécaniciens et autres rampants de la base aéronavale ;
- 76 Japonais et 200 Coréens d'une unité de construction.

L'ensemble des hydravions présents sur l'île se sont envolés avant l'arrivée des américains.

### Le débarquement

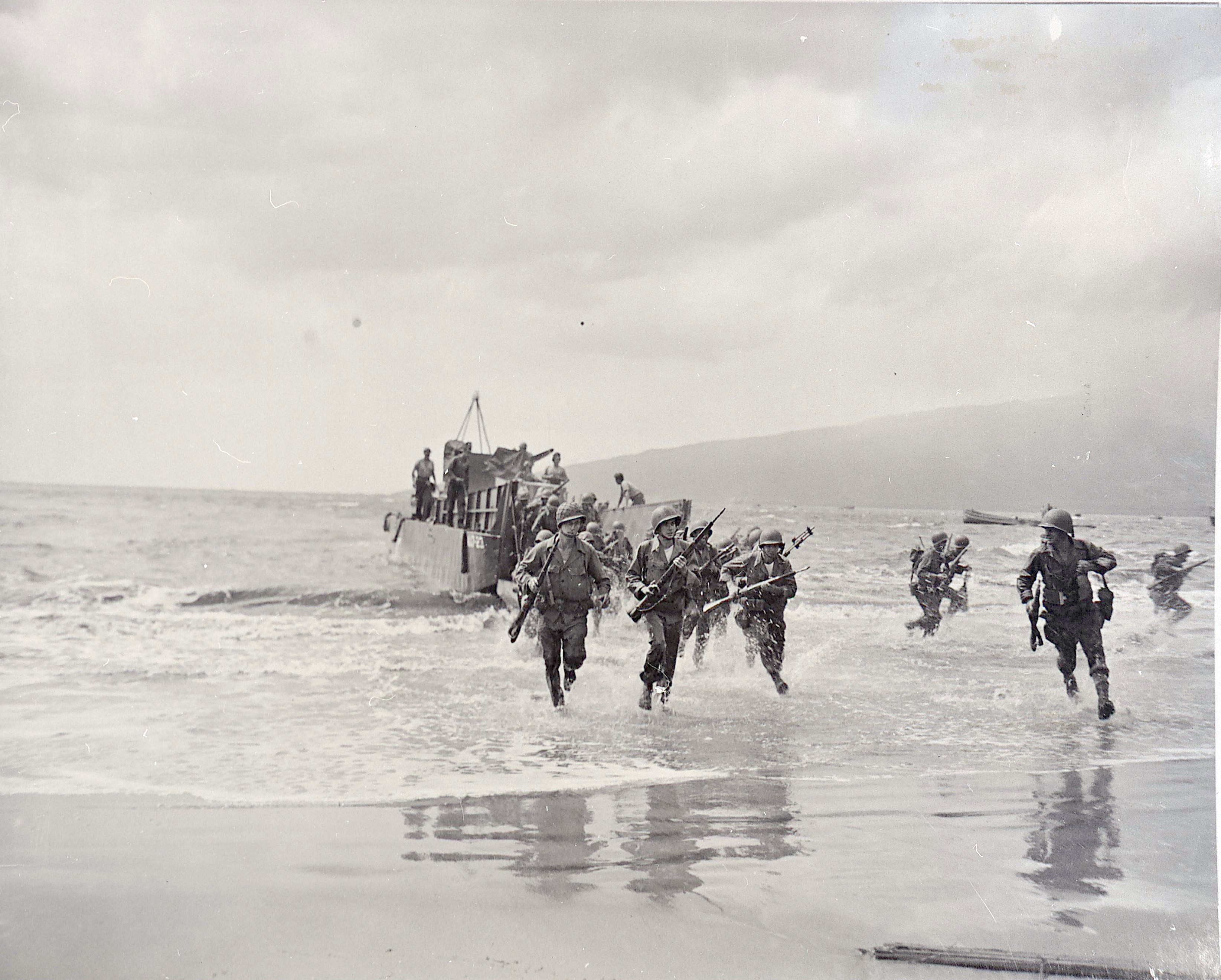
Débarquement américain sur Makin (24 décembre 1943).

Le débarquement sur Butaritari est précédé par le bombardement de la Northern Attack Force. Ce pilonnage des défenses japonaises fut peu utile car il ne tua aucun soldat et ne détruisit aucune infrastructure. Les GIs débarquent alors sur l'île sans qu'aucun coup de feu ne soit tiré et des observateurs aériens notent qu'il n'y a nulle trace d'ennemis sur l'île. Malgré le fait que certains officiers veulent supprimer la fin du bombardement naval, l'amiral Turner, peu sûr des dires des aviateurs, ordonne la continuation du pilonnage.
Pendant ce temps, l'infanterie américaine récemment débarquée s'avance vers l'intérieur de l'île. Assez vite, une mitrailleuse et quelques fusils ouvrent le feu sur les Américains qui, malgré leur nombre, campent sur leur position plusieurs heures durant. De leur côté, les commandants des chars M3 Stuart refusent d'obéir aux ordres des officiers d'infanterie. Le colonel Conroy, chef du Régimental Combat Team, suivi du colonel Roosevelt, observateur de l'USMC, tente de raisonner les commandants de chars mais se fait tuer par un tireur d’élite. À la suite de cet événement, les Américains stoppent leur avance. Le seul incident notable de l'après-midi est l'explosion d'une tourelle de l'USS Mississippi, qui tue 43 marins.

### Le 21 novembre
Le 21 novembre voit le général Holland Smith (chef des opérations terrestres de Galvanic) débarquer sur l'île. Déjà énervé le 20 novembre du peu de courage des GIs, il décide de les motiver en se montrant à eux. Malgré cette intervention, la grande majorité des soldats ne semblent pas vouloir avancer car de nombreux fantassins ne voient aucune raison de risquer leur vie pour la conquête d'une si petite île. Smith apprend peu après qu'une résistance japonaise au nord de l'île empêche toute avance. Se rendant à l'endroit indiqué, il découvre selon lui, un secteur extrêmement calme. La nuit du général est d'ailleurs perturbée par les tirs des sentinelles qui croient voir sans cesse des Japonais. Ainsi la journée du 21 novembre se passe avec quasiment aucun accroc sur terre. Mais il en est tout autrement en mer.

#### Bataille navale au large de Makin
Alors que sur Tarawa, la bataille se déroule sans aucune intervention aérienne ou maritime des Japonais, la situation est différente à Makin. À midi, le 21 novembre, le destroyer USS Gansevoort détecte l'écho d'un sous-marin japonais à quelques kilomètres de la côte. Peu après l'USS Meade détecte lui aussi un écho. Les deux navires, malgré leurs patrouilles incessantes, ne peuvent trouver rien de plus concret. Finalement vers 17 heures, obtenant enfin un contact fort, les navires se mettent à grenader la zone. Mais il faut attendre 30 minutes avant de voir le sous-marin se manifester. Les Américains aperçoivent d'abord un périscope, puis l'avant du sous-marin I-35 émerge près de l'USS Frazier. Le commandant du navire fait éperonner le sous-marin, puis recule et se prépare à l'évacuation des survivants : les Japonais, cependant, mettent leur canon en batterie et s'apprêtent à tirer, mais les Américains leur tirent dessus avant que le sous-marin ne coule définitivement. Les marins envoient une baleinière pour recueillir les soldats tombés à l'eau (au nombre de 4), mais l'un d'eux leur tire encore dessus au pistolet. Il est achevé à la mitraillette en même temps que les trois autres. Ici encore, le fanatisme japonais est poussé à son comble. Peu après cela, un avion américain, croyant avoir trouvé un nouveau sous-marin, tire sur la baleinière par erreur sans l'endommager. L'USS Meade réplique par des tirs de DCA, mettant à mal l'avion, qui réussit néanmoins à se poser sur son porte-avions.

### Les derniers jours sur Makin
Le 22 novembre, sur Makin, la résistance japonaise a presque totalement disparu, les Américains étant beaucoup plus nombreux (16 contre 1 pour l'infanterie). Néanmoins, les GIs avancent toujours aussi lentement et il faudra attendre le 24 novembre pour voir l'île débarrassée de ses anciens occupants. C'est à 4 h 35 de ce jour qu'un destroyer d'escorte du porte-avions USS Liscome Bay repère de la lumière à l'horizon et se dirige vers cette position. Quelque temps après, le cuirassé USS New Mexico repère un écho sur son radar sans pouvoir en définir la provenance. À 5 h 7, le destroyer indique que la lumière vient d'une bouée sûrement larguée par les Japonais pour signaler aux sous-marins la présence de la flotte américaine. Quelques minutes après, alors que le porte-avions se met face au vent, Sunao Tabata, le commandant du sous-marin I-175 se met à tirer une torpille, repérée trop tard par l'USS Liscome Bay, alors touché au centre, légèrement à bâbord. La torpille explose au niveau de la soute à carburant, provoquant une terrible explosion dans le porte-avions, les flammes s'élevant à plus de 100 mètres au-dessus de l'eau. L'incendie se propage ensuite assez vite à la soute à munitions, qui explose violemment et déverse jusqu'au pont de l'USS New Mexico des débris d'avions, des fragments d'acier et des restes humains. Dans le porte-avions, le capitaine Witsie a été tué et l'officier le plus élevé ordonne l'évacuation du navire. Mais les marins qui se jettent à l'eau se retrouvent soudain pris au piège. En effet la surface de l'eau est recouverte d’une pellicule d'essence et de pétrole qui prend feu lorsqu’un avion en flammes tombe à l'eau. Ainsi, des dizaines d'hommes sont brûlés vifs et de nombreux autres périssent dans le porte-avions à cause des explosions. L'USS Liscome Bay coule ainsi en 23 minutes, entraînant avec lui 644 hommes et 19 avions, soit dix fois plus de pertes que les pertes au sol.
Se termine ainsi la bataille de Makin, où les pertes américaines (pertes de l'US Navy exclues) sont de 66 tués et 185 blessés.
La conquête permet la construction de l'aérodrome de Makin en décembre 1943.